# 호박빵

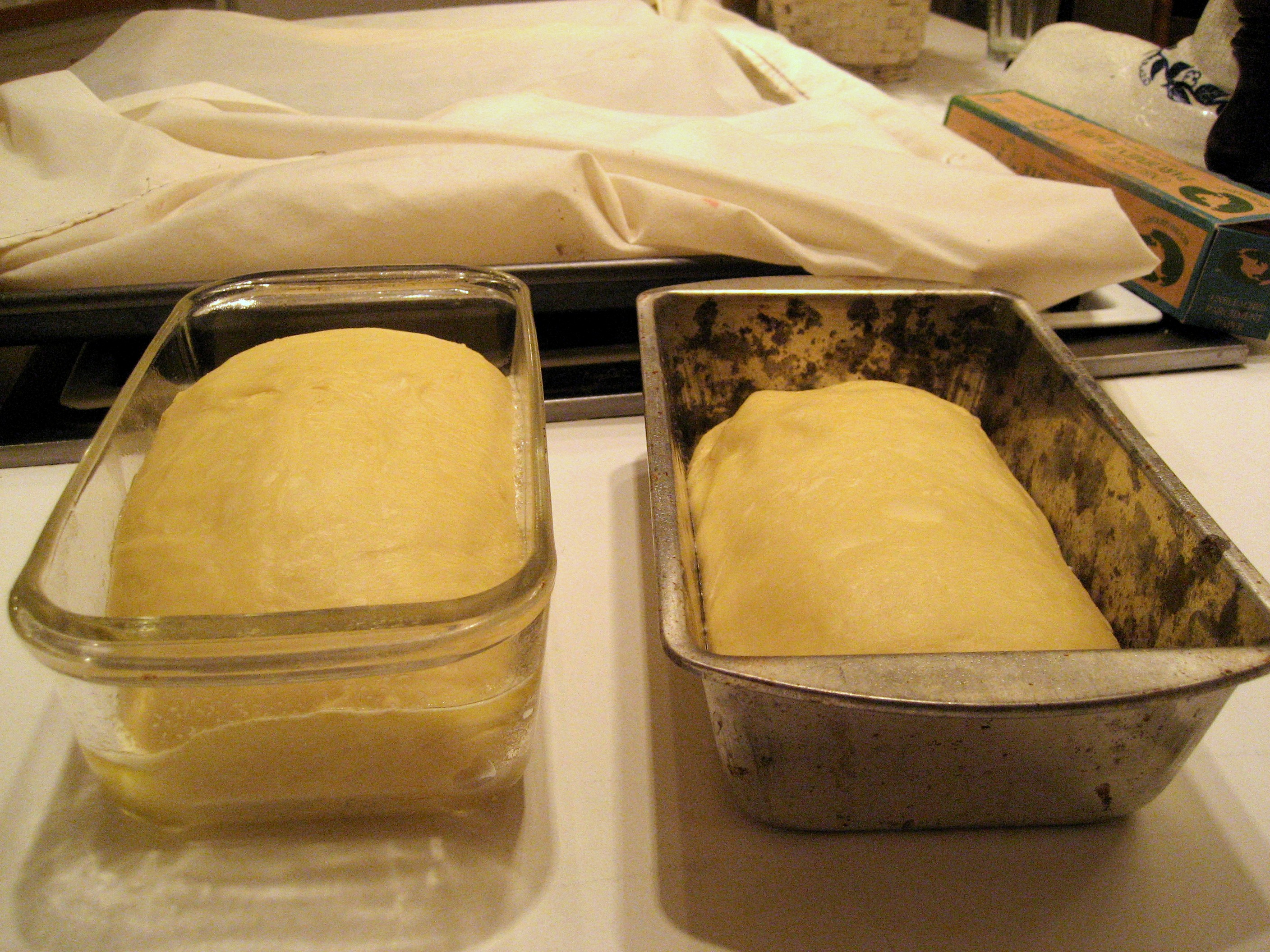
직사각형 빵 틀

호박빵(Pumpkin bread)은 호박을 주재료로 만드는 빵으로 퀵 브레드의 일종이다. 호박은 호박빵을 만들기 전 미리 요리되거나 간단히 빵과 함께 같이 굽기도 한다. 통조림 호박을 사용하면 조리가 훨씬 쉬워진다. 견과류나 초콜릿 칩, 건포도 등을 첨가하기도 한다.
호박빵은 보통 직사각형 빵 틀에서 굽고, 신선한 호박을 구하기 쉬운 늦가을에 많이 만든다. 통조림 호박을 이용하여 호박빵을 만들 경우, 더 진한 호박 맛을 느낄 수 있다.

## 같이 보기
- 호박
- 바나나빵